# Навязчивая мелодия
Навязчивая мелодия (earworm или brainworm) — легко запоминающееся музыкальное произведение (мелодия), которое постоянно повторяется в голове, как только оно перестаёт играть. Обычно описывается как непроизвольное повторение музыкальных образов. Слово earworm — это калька от немецкого Ohrwurm..
Феномен широко распространён, и не следует путать его с палинакузисом  — редким заболеванием, вызванным повреждением височной доли головного мозга, что приводит к слуховым галлюцинациям. Самое раннее известные использование — в новелле Десмонда Бэгли 1978 года «Свободные» (Flyaway).
Исследователи, которые изучали этот феномен: Теодор Райк, Шон Беннетт, Оливер Сакс, Дэниел Левитин,
Джеймс Келларис,
Филипп Бимен,
Вики Уильямсон
и Питер Сенди (с более теоретической точки зрения).

## Исследования причин
Согласно исследованиям Джеймса Келлариса, 98 % людей сталкиваются с навязчивыми мелодиями; женщины и мужчины одинаково часто, но повторение этих мелодий в среднем длится дольше у женщин и раздражает их больше. По этим данным, на песни с текстами пришлось 73,7 %, а на инструментальную музыку — лишь 7,7 % случаев.
Исследователь Вики Уильямсон из Голдсмитского университета Лондона в ходе независимого исследования обнаружила, что навязчивые мелодии коррелируют с воздействием музыки, и могут быть вызваны переживаниями, которые вызывают воспоминания о песне (непроизвольное запоминание), например, когда человек встречает слово, напоминающее о песне, слышит несколько нот из песни или испытывает эмоции, которые ассоциируются у него с этой песней. Список песен, собранный в ходе исследования, не выявил никаких особых закономерностей, кроме популярности.
В 2010 году в Британском журнале психологии были опубликованы данные, непосредственно касающиеся этой темы, и результаты исследования подтверждают прежние утверждения о том, что навязчивые мелодии обычно длятся от 15 до 30 секунд и чаще встречаются у тех, кто интересуется музыкой.
Навязчивые мелодии могут возникать под «позитивную» или «негативную» музыку. Позитивная музыка в данном случае — музыка, звучащая радостно или спокойно. Негативная музыка, наоборот, звучит тревожно или печально. Навязчивые мелодии также не ограничиваются только песнями; в исследовательском эксперименте, проведенном Эллой Моек и её коллегами в попытке выяснить, влияет ли позитивность/негативность музыки на навязчивые мелодии, вызванные этим произведением, использовалась только инструментальная музыка. В ходе эксперимента было установлено, что все участники испытывали одинаковое количество навязчивых мелодий независимо от эмоциональной окраски, хотя качество навязчивых мелодий было разным. Мелодии, вызванные негативно окрашенной музыкой, приносили больше дискомфорта и возникали реже, чем те, которые были вызваны позитивно окрашенной музыкой.

## Противодействие
Учёные из Западного Вашингтонского университета выяснили, что привлечение рабочей памяти при решении умеренно трудных задач (например анаграмм, судоку, а также чтение романов) эффективно останавливает повторение мелодий и уменьшает их рецидивы. Другое издание отмечает, что мелодичная музыка чаще имеет повторяющийся ритм, который может привести к бесконечным повторениям, и разве что кульминация может разорвать этот порочный круг.
Исследование, проведенное в 2015 году Школой психологии и клинической лингвистики Университета Рединга, показало, что жевательная резинка может помочь, аналогичным образом блокируя субвокальный репетиционный компонент слуховой кратковременной или «рабочей» памяти, связанный с созданием и манипулированием слуховыми и музыкальными образами. Также было предложено спросить себя, почему человек испытывает именно эту песню. Ещё одно предлагаемое средство — попытаться найти «песню-лекарство», способную избавить от повторяющейся мелодии.
Существуют также так называемые «лечебные песни» или «исцеляющие мелодии», способные вывести навязчивую мелодию из головы. «Боже, храни короля» упоминается как очень популярный и полезный выбор песни-лекарства. «Happy Birthday to You» также была популярным выбором песни-лекарства.
Отдельные песни могут становиться менее склонными к возникновению навязчивых мелодий по мере того, как их возбуждающий эффект ослабевает в результате чрезмерного повторения.
Прослушивание мелодии в другом, более низком темпе или с более низкой тональностью, или ремиксованной версии, если она существует, может стать противоядием. Также может помочь прослушивание произведения от начала до конца. Поскольку навязчивые мелодии обычно представляют собой лишь фрагменты музыки, это может помочь разорвать цикл.

## Известные случаи
Джин Харрис, убившая Германа Тарноуэра, была одержима песней «Put the Blame on Mame» Аллана Робертса и Дорис Фишер, которую она впервые услышала в фильме «Гильда» (1946). Она регулярно вспоминала её на протяжении более 33 лет и могла вести беседу, проигрывая её в уме.

## Ключевые характеристики
Согласно исследованиям, проведенным в 2016 году Американской психологической ассоциацией, существуют определённые характеристики, которые делают песни в большей степени навязчивыми:
- они нередко отличаются быстрым темпом и легко запоминающейся мелодией;
- содержат необычные интервалы или повторы, которые выделяют их на фоне других песен;
- чаще других песен звучат на радио и обычно занимают верхние строчки чартов[31].

Припев песни — одна из самых распространенных причин вызывания привыкания.
В ходе исследования чаще назывались следующие песни:
- «Bad Romance» Леди Гаги
- «Can’t Get You Out of My Head» Кайли Миноуг
- «Don’t Stop Believin'» Journey
- «Somebody That I Used to Know» в исполнении Gotye
- «Moves like Jagger» Maroon
- «California Gurls» Кэти Перри
- «Bohemian Rhapsody» Queen
- «Alejandro» Леди Гаги
- «Poker Face» Леди Гаги

## Инструменты, используемые при сборе данных
Один из инструментов, используемых для сбора данных о непроизвольных музыкальных образах (НМО, или involuntary musical imagery, INMI), а точнее, о навязчивых мелодиях — шкала непроизвольных музыкальных образов; её создали на основе исследований Джорджа Флориды, Виктории Уильямсон и Даниала Мюллензифена. В ней используются четыре фактора для измерения различных переживаний, связанных с навязчивыми мелодиями и НМО в целом:
- Отрицательная валентность — это категория, которая измеряет субъективную реакцию на переживание НМО.
- Движение — относительно новый аспект для применения к НМО, это, по сути, переживание НМО с сопровождающими телесными реакциями, которые могут включать пение, гудение и танцы.
- Личные размышления — это возникновение личных качеств, например, несвязанных мыслей, связанных с ИМИ, которые не имеют прямого отношения к валентности самого НМО.
- Помощь — это категория, определяющая полезные и конструктивные аспекты переживаний НМО, которые потенциально могут отражать сходство характеристик несфокусированного прослушивания музыки и мыслей, не связанных с задачей.

## В популярной культуре
Короткий рассказ Эдгара Аллана По «Бес противоречия» (1845).
Рассказ Марка Твена 1876 года «Литературный кошмар» (также известный как «Режьте, братцы, режьте!») — это про звон, от которого можно избавиться только путём передачи его другому лицу.
В коротком рассказ Генри Каттнер «Nothing but gingerbread left» (1943, в русском издании «Хотя держит нос налево») Каттнер воображает секретные усилия союзников, направленные против фашистской Германии, используя броскую рифму для сломления оппозиции концентрации. Англоговорящие были в безопасности от earworm, так как текст не скандировался на английском.
В научно-фантастическом рассказе Артура Кларка 1957 года "Абсолютная мелодия" ученый Гилберт Листер разрабатывает абсолютную мелодию - такую, которая настолько захватывает мозг, что слушатель становится полностью и навсегда очарованным ею. Как повествует рассказчик Гарри Пурвис, Листер предположил, что великая мелодия "производит впечатление на разум, потому что она соответствует фундаментальным электрическим ритмам, происходящим в мозге". Листер пытается абстрагироваться от популярных мелодий того времени и найти мелодию, которая настолько хорошо сочетается с электрическими ритмами, что полностью доминирует над ними. Ему это удается, и его находят в кататоническом состоянии, из которого он так и не пробуждается.
В двадцатом эпизоде 7-го сезона мультсериала «Губка Боб Квадратные Штаны» под названием «Ушной червь» (2010) Губку Боба «заедает» песня под названием «Musical Doodle». Этот эпизод представляет earworm как физическое существо, которое попадает в голову при прослушивании запоминающейся песни.
В эпизоде сериала «Доктор Кто» Under the Lake, Доктор говорит, что он перенёс двухнедельный earworm, прослушав «Mysterious Girl» Питера Андре; он утверждал, что это было так невыносимо, что вскоре он «выпрашивает щётку смерти милостивой руки».